# سوتل طرفي الأوبار
سوتل طرفي الأوبار (الاسم العلمي: Dasylirion acrotrichum) هو نوع من النباتات يتبع جنس السوتل من الفصيلة الهليونية.